# Chambre des représentants des États-Unis
Pour les autres articles nationaux ou selon les autres juridictions, voir Chambre des représentants.
119e congrès des États-Unis
Capitole des États-Unis
La Chambre des représentants des États-Unis (en anglais : United States House of Representatives) est la chambre basse du Congrès des États-Unis, le Sénat étant la chambre haute. Il forme à ce titre, l'un des deux organes du pouvoir législatif américain. 
La composition et les pouvoirs de la Chambre sont établis par l'article premier de la Constitution des États-Unis. La Chambre est chargée d'adopter la législation fédérale. Les projets de loi également adoptés par le Sénat sont envoyés au président pour signature ou veto. Les pouvoirs exclusifs de la Chambre comprennent l'initiative de tous les projets de loi sur les recettes, la mise en accusation des fonctionnaires fédéraux et l'élection du président si aucun candidat n'obtient la majorité des voix au sein du collège électoral.
La Chambre représente les citoyens au sein de l'Union et constitue la chambre basse du congrès fédéral. Son siège se trouve dans l'aile sud du Capitole des États-Unis, à Washington, D.C.. Les élections ont lieu tous les deux ans.

## Histoire

### XVIIIesiècle
La Chambre des représentants naît de la Constitution de 1787 rédigée par Alexander Hamilton et les autres délégués des 13 États. Le Sénat et elle formeront ensemble le Congrès,.
Le 4 mars 1789, le Congrès américain composé d'élus des 13 États du nouvel État se réunit pour la première fois à New York, capitale provisoire, lors de cette première session les représentants décident que le pouvoir législatif sera composé d'une Chambre des représentants et d'un Sénat . Conception d'un pouvoir législatif bicaméral comme celui du Royaume Uni où siègent une chambre haute ou Chambre des lords et d'une chambre basse ou Chambre des communes. Cette architecture bicamérale est fondée sur l'idée qu'aucune chambre ne puisse avoir un pouvoir total sur le législatif, les deux chambres s'équilibrant, même si elles ont des structures et des rôles différents.

### XIXesiècle
Dès les origines, le président des États-Unis a dû "satisfaire la majorité au Congrès, y compris en matière de politique étrangère, cette dernière en étant parfois "profondément bouleversée", car il a été contraint de "s’adapter aux exigences des parlementaires" élus, mais dans une première période, de 1789 à 1829, il a d'abord "imposé ses initiatives, ne laissant au Congrès aucune marge de décision".

### Depuis leXXesiècle
Au XXe et XXIe siècle, la chambre connait plusieurs périodes de domination;
- celle du parti démocrate durant de 1930 à 1994, avec juste deux courtes interruptions en 1947-1948 puis 1953-1954[6];
- celle du parti républicain de 1994 à 2006.

La Grande dépression et ses prix agricoles dévastés au début des années 1930 déclenche en 1930 la conquête d'une majorité démocrate, élargie aux fermiers endettés soucieux de faire remonter ces prix, précède la première élection, avec une large avance dans le vote populaire, du président Franklin Delano Roosevelt, qui succède à deux présidents républicains et a sévèrement critiqué les patrons des trusts pendant la campagne. Dès 19 avril 1933, il interdit aux particuliers de thésauriser l'or et supprime le droit d'échanger des billets de banque contre du métal précieux, prenant à contre-pied le fétichisme monétaire du siècle précédent.
Le New Deal que met en place dans la foulée Roosevelt, réélu ensuite trois fois de suite (1936, 1940 et 1944), s'accompagne de nombreux recours au droit de veto présidentiel contre les votes de sa propre majorité à la chambre, ouvrant une ère de recours massif à cette arme constitutionnelle, avec 1430 vétos en huit décennies, "dont à peine 125 renversés par le congrès" contre seulement 12 au cours des quatre premières décennies de la constitution.
Le second choc pétrolier de la fin 1979 fait au contraire grimper l'inflation et le chômage, sapant la popularité de Jimmy Carter, laminé à la présidentielle de 1980, où le troisième candidat Anderson décroche 6,6% des voix. Les démocrates subissent à la chambre une énorme perte de 168 sièges, ne conservant qu'une courte majorité. Un sondage post-élection montre qu'un nombre réduit des électeurs du vainqueur Ronald Reagan cite ses qualités ou ses idées. Il prend cependant cette année-là le contrôle du Sénat jusqu'en 1987, ce qui l'aidera à faire voter une simplification fiscale de grande envergure lors de son deuxième mandat, profitant du grand prestige de sa réélection par une majorité de 18 points en 1984, année où les démocrates perdent encore 30 sièges à la chambre.
N'y ayant pas encore la majorité, la Maison Blanche a pu cependant la retourner souvent, grâce à une "cible de choix", le "groupe des Démocrates conservateurs du Sud". Malgré la promesse d'un "retour rapide à l'équilibre des comptes", une "infiltration de la bureaucratie fédérale par des partisans dévoués" et une philosophie "reposant sur un anti-étatisme à tout crin", la présidence de Ronald Reagan resta cependant marquée par un lourd  déséquilibre des finances fédérales, auquel ont contribué les votes des représentants, plus enclins à accepter des réductions des taxes que des dépenses fédérales, dont la part dans le PIB resta stable malgré de très importantes baisses d'impôts. Au cours de la période  de 1981 à 1988, les discussions budgétaires prirent "une intensité rarement atteinte jusque-là" et le président a utilisé très vite sa "grande popularité tandis que les Démocrates désemparés par la défaite de Carter et leurs pertes au Congrès se divisaient sur attitude tenir".
Les six dernières des huit années de présidence de Bill Clinton ont vu s’opposer un président démocrate et un Congrès républicain, chambre et Sénat réunis, sur fond de querelles partisanes concernant le budget, Clinton utilisant régulièrement son droit de veto, et de une tentative ratée de destitution, lors de l'"affaire Monica Lewinski".

## Rôle
En plus de voter les lois fédérales, la Chambre des représentants, :
- a l'initiative pour le vote du budget. Le Sénat peut tout de même amender ou rejeter ses propositions ;
- peut élire le président des États-Unis, si aucune majorité ne peut être trouvée au sein des grands électeurs. Dans ce cas, chaque délégation d'État dispose d'une seule voix ;
- vote la mise en accusation d'un haut fonctionnaire du gouvernement, dont le procès se tient par la suite devant le Sénat.

## Composition
Le nombre actuel de représentants est de 435 depuis la loi de 1911.
Auparavant, ce nombre augmentait régulièrement. Selon l'article I, section 2 de la Constitution américaine, le nombre de sièges est proportionnel à la population des États, telle que déterminée par le recensement décennal des États-Unis, chaque État envoyant au moins un représentant. La seule règle constitutionnelle concernant la taille de la Chambre des représentants dit que : « le nombre de représentants ne doit pas excéder un pour trente mille » . La Chambre des représentants a ainsi régulièrement augmenté de taille avec la croissance de la population américaine (contrairement au Sénat dont le nombre est fixé à deux sénateurs par État, indépendamment de la population de chaque État). En 1911, le Congrès décida donc de fixer le nombre maximum de représentants à 435. Ce nombre passa temporairement à 437 avec l'admission de l'Alaska et de Hawaï comme nouveaux États de l'Union en 1959 (chacun ayant 1 représentant, sans changer la base proportionnelle existante de la Chambre) avant de revenir à 435 quatre années plus tard, en 1963 après le réajustement prenant en compte le recensement fédéral de 1960.
La Constitution ne prévoit pas la représentation à la Chambre du district de Columbia (Washington DC) et des territoires américains : Porto Rico, Samoa américaines, Guam, îles Vierges américaines et îles Mariannes du Nord. Cependant, ceux-ci élisent chacun un délégué à la Chambre (seulement depuis 2008 pour les Mariannes) mais qui n'a pas le droit de vote. Ils participent seulement aux débats et aux comités. Pour Porto Rico, le délégué, appelé Resident Commissioner, est élu pour 4 ans. Cette sous-représentation au Congrès (pas de sénateur, un délégué non votant à la Chambre) fait débat, particulièrement pour le district de Columbia et Porto Rico au vu de leur population respective (553 000 et 4 millions d'habitants).

## Nombre de représentants par État
Le nombre de représentants est proportionnel au poids démographique de l'État. Au recensement de 2020, la moyenne de population pour les 435 districts était de 761 169 habitants. L'Alaska, le Delaware, le Dakota du Nord, le Dakota du Sud, le Vermont et le Wyoming ne comptent qu'un district couvrant tout l'État (district at-large) car ils n'élisent qu'un représentant. La Californie avec 52 districts est l'État qui en compte le plus.
Comme il y a toujours au moins un représentant par État, il existe un déséquilibre de représentation, certains États étant représentés par un élu pour une population sensiblement plus petite que d'autres. Ainsi, le district le plus peuplé est celui comprenant la totalité de l'État du Delaware avec 990 837 habitants, tandis que la moyenne des populations des deux districts du Montana est de 542 704 habitants.
| État                 | Sièges |
| -------------------- | ------ |
| Californie           | 52     |
| Texas                | 38     |
| Floride              | 28     |
| New York             | 26     |
| Illinois             | 17     |
| Pennsylvanie         | 17     |
| Ohio                 | 15     |
| Caroline du Nord     | 14     |
| Géorgie              | 14     |
| Michigan             | 13     |
| New Jersey           | 12     |
| Virginie             | 11     |
| Washington           | 10     |
| Arizona              | 9      |
| Massachusetts        | 9      |
| Indiana              | 9      |
| Tennessee            | 9      |
| Colorado             | 8      |
| Maryland             | 8      |
| Missouri             | 8      |
| Minnesota            | 8      |
| Wisconsin            | 8      |
| Alabama              | 7      |
| Caroline du Sud      | 7      |
| Kentucky             | 6      |
| Louisiane            | 6      |
| Oregon               | 6      |
| Connecticut          | 5      |
| Oklahoma             | 5      |
| Iowa                 | 4      |
| Kansas               | 4      |
| Arkansas             | 4      |
| Mississippi          | 4      |
| Nevada               | 4      |
| Utah                 | 4      |
| Nebraska             | 3      |
| Nouveau-Mexique      | 3      |
| Virginie-Occidentale | 2      |
| Hawaï                | 2      |
| Idaho                | 2      |
| Maine                | 2      |
| Rhode Island         | 2      |
| Montana              | 2      |
| New Hampshire        | 2      |
| Alaska               | 1      |
| Dakota du Nord       | 1      |
| Dakota du Sud        | 1      |
| Delaware             | 1      |
| Vermont              | 1      |
| Wyoming              | 1      |
| Total                | 435    |

## Districts électoraux
Les 44 États qui ont plus d'un représentant subdivisent eux-mêmes leur État en districts électoraux appelés districts congressionnels (les circonscriptions électorales qui élisent un représentant). Habituellement, les États redessinent les limites de chaque district après chaque recensement, mais ils peuvent le faire à d'autres moments (comme le Texas en 2003). Cette carte électorale, pour la grande majorité des États est dessinée par la législature de chacun d'entre eux, avec souvent l'approbation requise du gouverneur. Une dizaine d'autres s'en remet à une commission indépendante. Une mauvaise répartition (« Malapportionment ») est inconstitutionnelle et les districts doivent être de population approximativement égale. Le Voting Rights Act interdit aux États un « remaniement arbitraire des circonscriptions » (gerrymandering) des districts pour réduire le pouvoir de vote des minorités. Un contentieux doit être résolu par les tribunaux et éventuellement la Cour suprême,.
Mais utiliser le remaniement des circonscriptions pour en tirer un gain politique n'est pas interdit même si ces remaniements provoquent incidemment la création de districts sociologiquement ou racialement (au sens démographique du terme tel qu'utilisé aux États-Unis) homogènes. Pour cette raison, moins de 10 % de l'ensemble des sièges de la Chambre des représentants sont sérieusement disputés à chaque élection. Plus de 90 % des membres de la Chambre sont ainsi presque garantis de leur réélection tous les deux ans à cause du manque de compétition électorale. Ce système est critiqué comme étant contraire à l'un des principes démocratiques qui implique une compétition saine et transparente.

## Mode d'élections
Les représentants sont élus pour deux ans, au suffrage universel direct, au scrutin uninominal majoritaire à un tour, excepté en Louisiane où ils sont choisis au scrutin uninominal majoritaire à deux tours. L'élection a lieu durant l'« Election Day », le mardi suivant le premier lundi de novembre. La totalité des représentants est renouvelée alors que l'élection du Sénat qui se déroule le même jour ne renouvelle qu'un tiers des sénateurs.
Une fois sur deux, l'élection coïncide aussi avec l'élection présidentielle et une fois sur deux, elle intervient au milieu du mandat présidentiel (les Midterm elections, élections de mi-mandat).
Pour être candidat au poste de représentant, une personne doit réunir les conditions suivantes, dictées par l'article 1, paragraphe 2 de la constitution des États-Unis :
- avoir au moins 25 ans
- être citoyen des États-Unis depuis au moins les 7 dernières années
- être résident (au moment de l'élection) de l'État qu'ils représentent

Ces conditions sont décrites comme maximales, c'est-à-dire que toute personne répondant à ces critères peut se déclarer candidat, à moins d'être déclaré inéligible par le quatorzième amendement. Il est notable que ces conditions sont moins restrictives que celles qui s'appliquent aux candidats à l'élection présidentielle, notamment l'obligation d'être né aux États-Unis. Il est donc théoriquement possible qu'un Speaker of the House soit exclu de la ligne de succession présidentielle en ne remplissant pas tous les critères.

## Organisation
La chambre désigne son président de la Chambre (Speaker of the House). Il appartient généralement au parti majoritaire dans la Chambre des représentants. Il est le troisième personnage de l'État après le président et le vice-président et le second dans l'ordre de succession présidentielle des États-Unis. La fonction est remplie depuis le 26 octobre 2023 par Mike Johnson, représentant républicain du 4e district de Louisiane.
Il existe d'autres membres importants : le majority leader, chef des représentants du parti majoritaire, le majority whip, chef-adjoint des représentants du parti majoritaire. Symétriquement, il existe un minority leader et un minority whip. Les titulaires actuels sont d'une part les républicains Steve Scalise (majority leader) et Tom Emmer (majority whip), et d'autre part les démocrates Hakeem Jeffries (minority leader) et Katherine Clark (minority whip).

## Comparaison avec le Sénat
Plusieurs des Pères fondateurs des États-Unis souhaitaient que le Sénat (dont les membres étaient à l'origine choisis par chaque législature des États) serve de contrepoids à une Chambre des représentants à l'élection populaire, comme cette dernière servait de contrepoids au Sénat. Les pouvoirs de « conseil et consentement » (« advice and consent »), comme celui d'approuver les traités ou les nominations de l'Exécutif, sont seulement dévolus au Sénat. La Chambre des représentants peut cependant être à l'origine des lois budgétaires et est la seule à pouvoir lancer une procédure d'« impeachment » à l'encontre des membres de l'Exécutif (dont le président des États-Unis) et des juges.
Le Sénat et ses membres ont généralement un plus grand prestige que la Chambre et ses représentants du fait que les Sénateurs ont un mandat plus long (six ans contre deux) au sein d'une assemblée plus réduite (100 membres contre 435) et sont élus dans de plus grandes circonscriptions, la totalité d'un État (cas de seulement sept districts).

## Titres et avantages

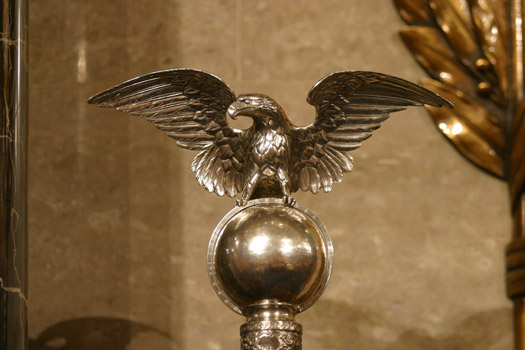
Sommet de la masse de la chambre des représentants des États-Unis, symbole de l'autorité législative de la Chambre.

Les représentants sont désignés par le préfixe « l'honorable » (The Honorable) avant leur nom. On fait souvent référence à eux en parlant de « représentant » (Representative), « membre du Congrès » (Member of Congress, Congressman ou Congresswoman). Alors que les sénateurs sont aussi « membres du Congrès », ce terme n'est habituellement employé que pour faire référence à un membre de la Chambre des représentants. Les délégués et le commissaire résident (Resident Commissioner) ont les mêmes titre et dénomination.
En 2022, le salaire annuel de chaque représentant était de 174 000 $. Le président de la Chambre des représentants et les chefs de la majorité et de la minorité gagnent plus : 223 500 $ pour le président et 193 400 $ pour les leaders de partis (la rémunération des leaders du Sénat est identique). Les salaires sont réajustés annuellement en fonction du coût de la vie, sauf décision contraire du Congrès. Le XXVIIe amendement de la  Constitution interdit au Congrès de voter une hausse de la rémunération des membres qui y siègent au moment du vote.
Les représentants ayant siégé cinq ans à la Chambre sont admissibles à une pension à vie ainsi qu'à la sécurité sociale et au remboursement des soins de santé.

## Dans la fiction
- 2006 : Idiocracy de Mike Judge.
- 2012 - 2019 : Veep d'Armando Iannucci.
- 2013 : House of Cards de Beau Willimon.
- 2016 : Designated Survivor de David Guggenheim.